# (1957) Angara
(1957) Angara ist ein Asteroid des äußeren Hauptgürtels, der von der sowjetischen Astronomin Ljudmila Tschernych am 1. April 1970 am Krim-Observatorium in Nautschnyj (IAU-Code 095) entdeckt wurde. Unbestätigte Sichtungen des Asteroiden hatte es schon 1962 (1962 WG1) am Goethe-Link-Observatorium in Indiana und am 14. Januar 1969 (1969 AA) am Krim-Observatorium in Nautschnyj gegeben.

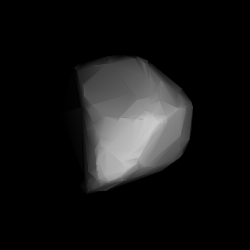
3D-Modell von (1957) Angara, mithilfe der Lichtkurve entwickelt.

Der italienische Astronom Vincenzo Zappalà definiert in einer Publikation von 1995 (et al.) eine Zugehörigkeit des Asteroiden zur Eos-Familie, einer Gruppe von Asteroiden, welche typischerweise große Halbachsen von 2,95 bis 3,1 AE aufweisen, nach innen begrenzt von der Kirkwoodlücke der 7:3-Resonanz mit Jupiter, sowie Bahnneigungen zwischen 8° und 12°. Die Gruppe ist nach dem Asteroiden (221) Eos benannt. Es wird vermutet, dass die Familie vor mehr als einer Milliarde Jahren durch eine Kollision entstanden ist. Die zeitlosen (nichtoskulierenden) Bahnelemente von (1957) Angara sind fast identisch mit denjenigen von drei kleineren, wenn man von der Absoluten Helligkeit von 14,9, 15,8 und 15,7 gegenüber 11,36 ausgeht, Asteroiden: (128951) 2004 TY132, (286213) 2001 UG99 und (353778) 2012 HA77.
Der mittlere Durchmesser des Asteroiden wurde mithilfe des Wide-Field Infrared Survey Explorers (WISE) mit 17,907 km (±0,108) berechnet, die Albedo mit 0,055 (±0,006).
(1957) Angara wurde am 30. Juni 1977 nach der Angara benannt, einem rechten Nebenfluss des mittelsibirischen Jenissei. Nach dem Jenissei wurde 2006 der Asteroid des mittleren Hauptgürtels (15804) Yenisei benannt.